# Швёрштадт
Швёрштадт (нем. Schwörstadt) — община в Германии, в земле Баден-Вюртемберг. Подчиняется административному округу Фрайбург. Входит в состав района Лёррах.
Население составляет 2407 человек (на 31 декабря 2010 года). Занимает площадь 20,08 км².
Коммуна подразделяется на два сельских округа.